# I Don't Wanna Grow Up
I Don't Wanna Grow Up es el primer EP de la cantante estadounidense de pop Bebe Rexha. Fue lanzado el 12 de mayo de 2015, a través de la compañía discográfica de Warner Bros. Se promocionaron dos sencillos del álbum, «I Can't Stop Drinking About You» y «I'm Gonna Show You Crazy».

## Antecedentes
Después de aparecer en el álbum Globalización del rapero Pitbull, trabajando con Pete Wentz como parte del dúo musical Black Cards y de colaborar en la canción «Hey Mama» del DJ David Guetta, Bebe Rexha empezó a trabajar en 2014 en su primer sencillo «I Can't Stop Drinking About You».
En diciembre de ese año, la cantante publicó un demo de la canción «Cry Wolf», la cual se pensaba que sería su primer sencillo profesional.  Pero cuatro días más tarde, «I'm Gonna Show You Crazy» fue lanzado como el sencillo oficial, y la canción fue finalmente estrenada una semana después de su preestreno, el 19 de diciembre.

## Recepción crítica
En mayo de 2015, el EP fue declarado por ArtistDirect como el EP de la semana, con Rick Florino describiendo al álbum como: "descaradamente divertido pero rotundamente emocional" teniendo todo un "equilibrio delicado de honradez hipnótica y sincera, resaltándola de lo demás". Con respecto a la canción «Pray» y el rango vocal en ésta dijo: "francamente impresionante como golpea con gritos y notas altas, llevando este tipo de líneas inteligentemente confesionales".
Robbie Daw de Idolator declaró que la canción «Pray» "muestra quizás un lado más emocional de Bebe, de lo que hemos oído un poco más en sus últimos lanzamientos individuales".

## Tour
Para promocionar el EP, Rexha actuó a través de Europa, además de cantar como parte del famoso festival musical Warped Tour.

## Listado de canciones
| N.º | Título                            | Escritor(es)                          | Producer(s)                    | Duración |  |
| 1.  | «I Don't Wanna Grow Up»           | Bebe Rexha Nolan Lambroza Nasri Atweh | Sir Nolan, The Messengers      | 4:08     |  |
| 2.  | «Sweet Beginnings»                | Rexha Jason Evigan                    | Evigan                         | 3:50     |  |
| 3.  | «I'm Gonna Show You Crazy»        | Rexha Jon Levine Lauren Christy       | Levine                         | 3:27     |  |
| 4.  | «Pray»                            | Rexha                                 | The Monsters and the Strangerz | 3:47     |  |
| 5.  | «I Can't Stop Drinking About You» | Rexha S. Johnson J. Johnson Lomax     | The Monsters and the Strangerz | 3:36     |  |

## Historial de lanzamiento
| Región         | Fecha              | Formato          | Etiqueta     | Ref..  |
| -------------- | ------------------ | ---------------- | ------------ | ------ |
| Estados Unidos | 12 de mayo de 2015 | Descarga digital | Warner Bros. |        |
| Australia      | 12 de mayo de 2015 | Descarga digital | Warner Bros. | [ 11 ] |